# Рассвет (модул)
Рассвет (на руски: Рас̀свет) известен и като Малък изследователски модул 1 (МИМ 1) (Малый исследовательский модуль), а преди това като Скачващ товарен модул е компонент на Международната космическа станция (МКС). Рассвет се използва основно като товарно отделение и като отсек за скачване с космически кораби. Модулът е докаран с полет STS-132 на космическа совалка Атлантис на 14 май 2010 г. и е свързан с МКС на 18 май. Люкът свързващ Рассвет с МКС е отворен за първи път на 20 май..
На 28 юни 2010 г. космически кораб Союз ТМА-19 извършва първото си скачване с модула.

## Характерситика
Рассвет („разсъмване“ на руски) е скачен с модул Заря („зора“) с помощта на роботизираната ръка Канадарм2. Модулът е носил прикрепено външно оборудване от НАСА за Многофункционалния лабораторен модул Наука. Товарът представлява резервна лакътна свръзка за Европейската роботизирана ръка и радиатор. Като доставя Рассвет НАСА спазва обещанието си да превози 1,4 тона оборудване за модул Наука.
Рассвет има два отсека за скачване: един скачен с надира на Заря и друг, който осигурява възможност за скачване със Союз и Прогрес. Рассвет изпълнява ролята на Модул за скачване и складиране от първоначалния дизайн на станцията.